# Képtelen képrablás
A Képtelen képrablás (eredeti cím: Two if by sea) Bill Bennett 1996-ban bemutatott romantikus vígjátéka. A forgatókönyvet Denis Leary, Mike Armstrong és Ann Lembeck történetéből Denis Leary és Mike Armstrong írta. A főszereplők Sandra Bullock, Denis Leary és Stephen Dillane.

## Cselekménye
|  | Alább a cselekmény részletei következnek! |

Frank O'Brian (Denis Leary) és barátnője, Roz (Sandra Bullock) lopott kocsival és egy – szintén lopott – festménnyel menekülnek a rendőrök elől. Közben veszekednek. Előbb Roz új frizurája a téma, majd a dohányzás. Végül ugyanott kötnek ki, ahol mindig: Roz elégedetlen az életükkel, színházba, múzeumokba járna, de Frank nem vágyik ilyesmikre. Közben a zsaruk elhajtanak mellettük, ők pedig átszállnak egy vonatra. Frank elárulja Roznak, hogy a vevővel csak három nap múlva találkoznak. Mivel a rendőrök a vonatot is követik (nem csoda, hiszen Frank a kocsiban felejtette a tárcáját), az állomáson sikerül lelécelniük és éppen hogy elérik a kompot.
Közben O'Malley FBI ügynök (Yaphet Kotto) a képrablás helyszínét vizsgálja. Nem igazán érti, ha a tolvaj elvitt egy négymillió dollárt érő képet, miért próbálta elvinni a televíziót is. Közben egyik kollégája Szajrés Phil történetével szórakoztatja társát, aki után O'Malley évekig nyomozott. Az illető a hivatalos jelentés szerint meghalt, de O'Malley szerint csak megrendezte.
Miközben Frank telefonál a postáról megbízójának, Beano-nak (Wayne Robson), Roz talál egy köteg kézbesítetlen levelet, rájön, hogy a Beach Road 18-as ház lakói vasárnapig távol lesznek, így beköltöznek. Frank talál 50 dollárt és egy Toddnak (Jonathan Tucker) címzett szöveget, hogy öntözze a virágokat, amíg távol vannak. Evan Marsh (Stephen Dillane), a szomszéd jön át. Miután megmagyarázzák, hogy ők a tulaj barátai, Marsh – akinek tetszik Roz – meghívja őket másnap estére magához. Romantikázás közben Franknek szokás szerint eljár a szája. bár azt ígérte, ez lesz az utolsó meló, kiderül, hogy bevállalt még egyet. Ismét sikerül összeveszniük.
Beano a híradóból tudja meg, hogy a kép négymilliót ér. Beano ezért útra kel az embereivel, hogy személyesen találkozzon a vevővel, aki neki csak félmilliót mondott. Közben az FBI is nyomon van, hiszen Frank tárcájában Beano névjegye is ott lapult.
Másnap reggel Frank arra ébred, hogy egy rendőr ül vele szemben. Todd jelentette, hogy betörők vannak a házban. Szerencsére megjelenik Marsh, aki igazolja, hogy ők a háziak barátai és meghívja őket vitorlázni. Természetesen Frank tengeribeteg lesz, ahogy a kompon is. Az esti partin Marsh továbbra is Roz meghódításán dolgozik, Frank közben nem kevés pohárnak néz a fenekére. Néhány primitív megnyilvánulást követően Roz egy jobb horoggal padlóra küldi Franket. Visszaútban közli, hogy elege volt belőle. Reggel Roz festeget, Franknek ettől is sikerül elvennie a kedvét. Roz elmegy Marsh-el lovagolni, Frank kerékpárral követi őket. Todd egy vízipisztollyal lesből támad, Frank visszaadja az ötvenest, amit Toddnak hagytak ott.
Beano kis csapatának lopott Mercedese lerobban, helyette elkötnek egy cementes kocsit. O'Malleynek nem esik nehezére követni, főleg, hogy a kifolyatott cement is mutatja az utat. Todd megmutatja Franknek az általa berendezett kis videostúdiót. Mindenkiről, aki szigeten lakik, kompromittáló felvételeket készített. Többek között Marsh-ről is, aki nagy számban fogyasztja a nőket. Todd szerint a nők a nagy muszklikat szeretik, meg a romantikus, gyertyafényes vacsorákat. Ezért Frank horgászni megy, vajmi kevés sikerrel, így a pecázásból pisztollyal elkövetett halfogás lesz. Ám a romantikus estét is sikerül tönkretenni, miután Frank leszólja Roz festményét.
O'Malley és társa a motelben kihallgatják Beano-t, így ők is megtudják, hogy a kép átadása az elhagyott horgásztanyán lesz vasárnap délután ötkor. Reggel Beano-ék elkötik a rendőrautót. Roz megint Marsh társaságában van, aki megcsókolja. Frank a kis lakban belelapoz az impresszionizmus mesterei című könyvben megtalálja Henri Matisse egyik festményét, ami Todd videó felvételén is látszik. 1982-ben rabolták el, sosem került elő. Frank rájön, hogy Marsh képrabló. Miközben Beano és társai rendőrautóról fagylaltos kocsira váltanak, Franket a házhoz érkezve Todd tájékoztatja, hogy a seriff őrizetbe vette Roz-t. Frank Todd segítségével kimenekíti. Megmutatja neki is a könyvet, de Roz szerint ami Marsh-nál van, biztos csak egy másolat. A horgásztanyára érve Beano is megjelenik az épületben. Miközben a festményen huzakodnak, Beano csapata egy lövésszerű hangot hall. Elhúzzák a csíkot – a főnök nélkül. A vevő egy füstgránátot vet be és elviszi a képet. Roz, Frank és Beano az épületet elhagyva éppen a rendőrség karjaiba futnak.
O'Malley kihallgatja őket. Frank mindent bevall, elmondja, hogy Roznak semmi köze sem volt a dologhoz és felajánlja, hogy ha Roz elmehet, átadja a festményt és a vevőt is. Megegyeznek és Marsh házához mennek. A kép nincs azon a helyen, ahol Frank a felvételen látta. Az emeleten egy szobában reprodukciókat találnak, ám a mellette lévő titkos helyiségben Frank megtalálja az eredeti festményeket is. Marsh azonnal hívja az ügyvédjét, Rozzal pedig közli, hogy maradjon csak a nagy nulla barátjánál. Cserébe kap is rögtön egy jobb horgot. Szajrés Phil-t elszállítják. O'Malley felveti, hogyha Frank tanúskodik, elejtenek ellene minden vádat, sőt még munkalehetőséget is kap az FBI-nál.
A parton Roz megesketi Franket, hogy szerez rendes munkát és leszokik a dohányzásról.
|  | Itt a vége a cselekmény részletezésének! |

## Szereplők
| Szereplő                | Színész           | Magyar hang     |
| ----------------------- | ----------------- | --------------- |
| Roz                     | Sandra Bullock    | Györgyi Anna    |
| Francis 'Frank' O'Brien | Denis Leary       | Stohl András    |
| Evan Marsh              | Stephen Dillane   | Kautzky Armand  |
| O'Malley                | Yaphet Kotto      | Rajhona Ádám    |
| Fitzie                  | Mike Starr        | Varga Tamás     |
| Todd                    | Jonathan Tucker   | Molnár Levente  |
| Beano Callahan          | Wayne Robson      | Rudas István    |
| Quinn                   | Michael Badalucco | Orosz István    |
| Kelly                   | Lenny Clarke      | Várkonyi András |
| Burke                   | Jonny Fido        | Harmath Imre    |
| Sully                   | Don Gavin         |                 |
| Sweeney                 | Shaun R. Clarke   | Garai Róbert    |
| Peters                  | Markus Parilo     | Imre István     |
| Herbert Horn            | John Friesen      | Bitskey Tibor   |
| Marty                   | Sean Runnette     | Dévai Balázs    |